# Embu das Artes
Embu das Artes, kurz Embu, amtlich portugiesisch Município da Estância Turística de Embu das Artes, ist eine Stadt in Brasilien. Sie liegt neben São Paulo. Embu ist aufgrund der vielen Kunsthandwerker auch als „Embu das Artes“ (Embu der Künste) bekannt und wurde 2009 nach einer Volksabstimmung umbenannt.
Stadtpräfekt von Embu das Artes ist für die Amtszeit 2013 bis 2016 Francisco Nascimento de Brito („Chico Brito“). Die Stadt dehnt sich über 70 km² aus und hatte im Jahr 2010 240.230 Einwohner. Die Zahl wurde vom IBGE zum 1. Juli 2018 auf 270.843 Bewohner geschätzt.

## Geschichte
Die Gemeinde wurde 1959 durch Landesgesetz gegründet.

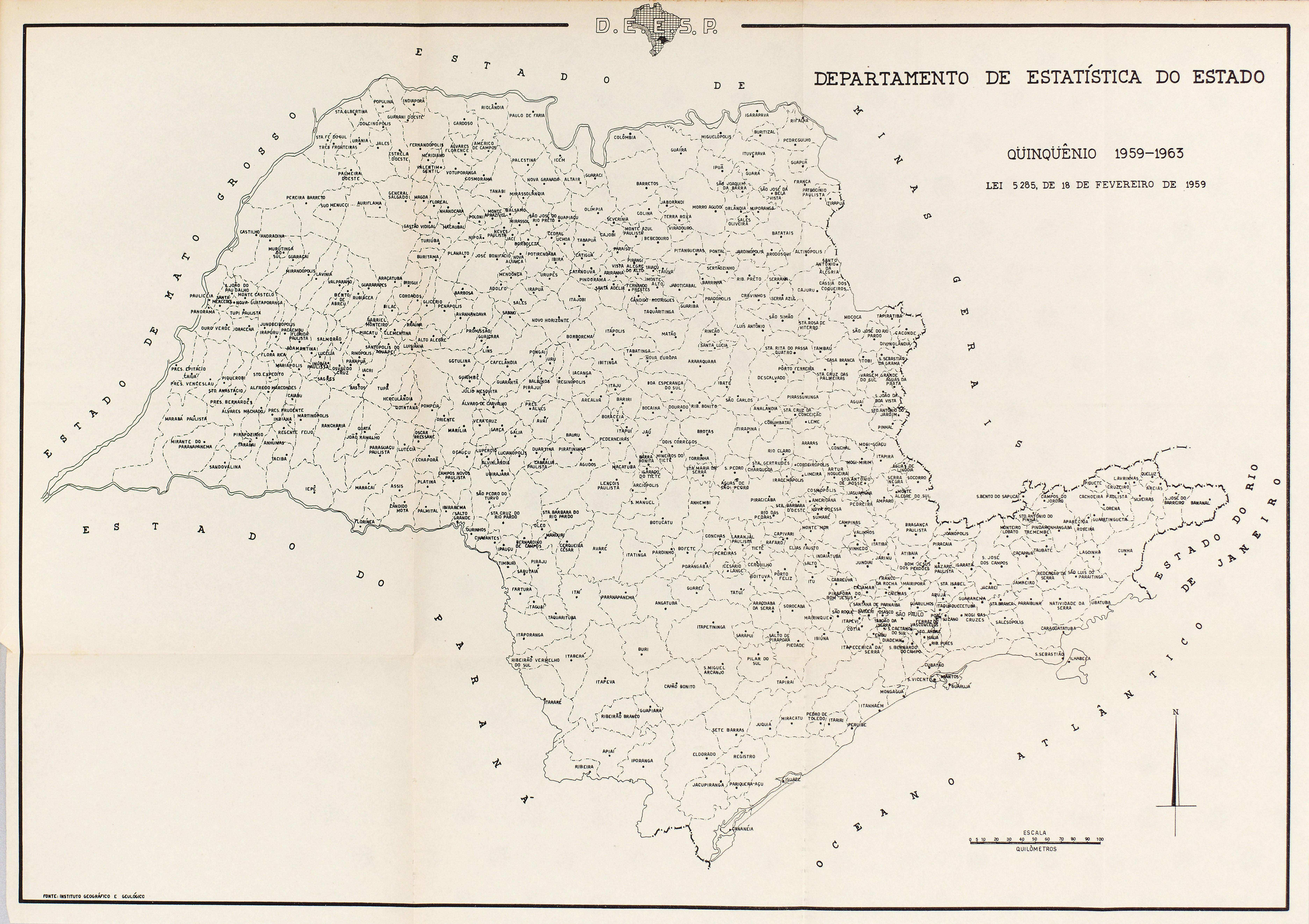
Karte des Bundesstaates São Paulo (1959).

## Städtepartnerschaften
- Hino (seit 1984)